# Devnja
Devnja (em búlgaro: Девня) ou Devnya é uma cidade da Bulgária, localizada no distrito de Varna. Em 2010 tinha 8 383 habitantes. Na Antiguidade e até à Alta Idade Média foi uma cidade importante da Mésia chamada Marcianópolis.

## População
| Devnja | Devnja | Devnja | Devnja | Devnja | Devnja | Devnja | Devnja | Devnja | Devnja | Devnja | Devnja | Devnja | Devnja | Devnja | Devnja | Devnja | Devnja | Devnja | Devnja |
| --- | ------ | ------ | ------ | ------ | ------ | ------ | ------ | ------ | ------ | ------ | ------ | ------ | ------ | ------ | ------ | ------ | ------ | ------ | ------ |
| Ano | 1887   | 1910   | 1934   | 1946   | 1956   | 1965   | 1975   | 1985   | 1992   | 2001   | 2002   | 2003   | 2004   | 2005   | 2006   | 2007   | 2008   | 2009   | 2010   |
| População |        |        |        | …      | …      | …      | 12,464 | 9,647  | 8,412  | 8,733  | 8,648  | 8,336  | 8,203  | 8,090  | 8,144  | 8,192  | 8,243  | 8,310  | 8,383  |
| Fontes: Instituto Nacional de Estatísticas, „citypopulation.de“,<ref«WorldCityPopulation»</ref> „pop-stat.mashke.org“, Bulgarian Academy of Sciences |        |        |        |        |        |        |        |        |        |        |        |        |        |        |        |        |        |        |        |